# ریچارد هریسون (هنرپیشه)
ریچارد هریسون (انگلیسی: Richard Harrison؛ زادهٔ ۲۶ مهٔ ۱۹۳۶) بازیگر اهل ایالات متحده آمریکا است.
از فیلم‌ها یا برنامه‌های تلویزیونی که وی در آن نقش داشته است، می‌توان به شورش گارد پرتورین، ارگاسم سیاه، زن، سکس و سوپرمن و گلادیاتور شکست‌ناپذیر اشاره کرد.